# Tenango de Doria
Tenango de Doria là một đô thị thuộc bang Hidalgo, México. Năm 2005, dân số của đô thị này là 15793 người.